# Aesalus zhejiangensis
Aesalus zhejiangensis là một loài bọ cánh cứng trong họ Lucanidae. Loài này được Huang & Bi mô tả khoa học năm 2009.